# Мамедова Наталія Олександрівна
Наталія Олександрівна Мамедова (також поширене написання прізвища як Маммадова; перше прізвище — Казка; 2 грудня 1984 року, Донецьк) — українська і азербайджанська волейболістка. Нападниця збірної Азербайджану. Заслужений майстер спорту.

## Спортивна кар'єра
Наталія Казка народилася 1984 року і почала займатися волейболом в Україні. У 2002 році у складі молодіжної збірної України стала срібною призеркою чемпіонату Європи. Сезон 2002—2003 років провела в системі підмосковного «Заріччя-Одинцова», у 2003 році переїхала до Азербайджану, змінила громадянство і прізвище, ставши Мамедовою.
До 2007 року виступала за бакинський «Азеррейл», за винятком сезону-2005/2006, який вона провела у Швейцарії, вигравши з клубом «Волеро» (Цюрих) національний чемпіонат і Кубок Швейцарії. Протягом трьох сезонів поспіль, з 2005 по 2007 роки, Наталя ставала найрезультативнішою волейболісткою Ліги чемпіонів ЄКВ. У 2007 році була визнана найкращою волейболісткою Європи і отримала приз «Золотий м'яч».
Закінчення сезону 2006—2007 років Мамедова на правах оренди провела в італійському «К'єрі», причому спочатку була заявлена під своїм колишнім прізвищем Казка, що викликало різке невдоволення з боку Федерації волейболу Азербайджану. Компроміс таки було знайдено: спортсменка виходила на матчі з написом «Наташа» на футболці.
Наступні два сезони Наталія провела в командах із трьох країн: знову почавши виступи за «Волеро», вона навесні 2008 року переїхала до Іспанії, а восени того ж року стала гравчинею турецького клубу «Тюрк Телеком». Відігравши рік в Анкарі, Мамедова підписала контракт терміном на один рік із краснодарським «Динамо», якого чекав дебют у російській суперлізі. Як і всюди перш за все Наталя була головною дійовою особою в атаці та перемогла в суперечці найрезультативніших гравців із феноменальним відривом від найближчої переслідувачки — 173 очки.
Вигравши у складі краснодарської команди бронзову медаль чемпіонату Росії, Наталія Мамедова прийняла пропозицію повернутися до Баку. У сезоні-2010/2011, виступаючи за «Рабіту», стала фіналісткою Ліги чемпіонів, була визнана найкращою подаючою «Фіналу чотирьох» цього турніру.
У 2012 році перейшла до «Омички», 2014 року повернулася до «Волеро» (Цюрих), де провела три сезони, вигравши три чемпіонати Швейцарії і дві бронзових нагороди на клубних чемпіонатах світу. У липні 2017 року підписала контракт із клубом «Динамо-Казань» із Росії.
У складі збірної Азербайджану Наталія Мамедова брала участь у чемпіонаті світу 2006 року, Світовому Гран-прі-2006, чемпіонатах Європи 2005 (4-е місце), 2007, 2009, 2011 і 2013 років, олімпійських кваліфікаційних турнірах 2004 і 2008 років, відбірному турнірі чемпіонату світу 2018 року.
Наталії Мамедовій належить рекорд Ліги чемпіонів за результативністю в одному матчі: 18 жовтня 2005 року у грі «Азеррейл» — «Вакифбанк» вона заробила для своєї команди 47 очок. 26 серпня 2006 року Мамедова також встановила рекорд Гран-прі (39 очок у зустрічі зі збірною Куби), який у 2013 році перевершила нападниця збірної Польщі Катажина Сковроньска.
У збірній Азербайджану завершила виступи після чемпіонату світу 2018 року. На клубному рівні продовжувала виступати до 2021 року, останнім її клубом був французький «Волеро» з міста Ле-Канне. 
У грудні 2021 року восьми волейболісткам було присвоєно почесне звання «Заслужений майстер спорту Азербайджану». Окрім Мамедової, були відзначені Айнур Керімова, Джейран Іманова, Поліна Рагімова, Одіна Алієва, Айшен Абдулазімова, Шафагат Алішанова і Беяз Алієва.

## Досягнення
- Срібна призерка молодіжного чемпіонату Європи (2002) у складі збірної України.
- Чемпіонка і володарка Кубка Швейцарії (2005/06, 2014/15, 2015/16, 2016/17).
- Срібна призерка чемпіонату Іспанії (2007/08).
- Бронзова призерка чемпіонату Туреччини (2008/09).
- Срібна призерка чемпіонату Росії (2017/18).
- Бронзова призерка чемпіонату Росії (2009/10), найрезультативніший гравець чемпіонату — 731 очко в 32 матчах, 6,04 очка в середньому за партію[16].
- Бронзова призерка чемпіонату Росії (2012/13), найрезультативніша гравчиня чемпіонату — 784 очки у 31 матчі, 6,64 очка в середньому за партію.
- Бронзова призерка чемпіонату Росії (2013/14).
- Володарка Кубка Росії (2002, 2017), MVP «Фіналу чотирьох» Кубка Росії (2017).
- Чемпіонка Азербайджану (2010/11, 2011/12).
- Фіналістка Ліги чемпіонів, найкраща подаваюча «Фіналу чотирьох» (2010/11).
- Найрезультативніша гравчиня Ліги чемпіонів (2004/05, 2005/06, 2006/07).
- Переможниця клубного чемпіонату світу (2011), бронзова призерка клубного чемпіонату світу (2015, 2017).

## Клуби
| Роки      | Команди                      |
| --------- | ---------------------------- |
| 2000—2002 | «Автомобіліст» (Донецьк)     |
| 2002—2003 | «Заріччя» (Одинцово)         |
| 2003—2005 | «Азеррейл» (Баку)            |
| 2005—2006 | «Волеро» (Цюрих)             |
| 2006—2007 | «Азеррейл» (Баку)            |
| 2006—2007 | «К'єрі» (Турин)              |
| 2007—2008 | «Клуб 15-15» (Пальма)        |
| 2008—2009 | «Тюрк Телеком» (Анкара)      |
| 2009—2010 | «Динамо» (Краснодар)         |
| 2010—2012 | «Рабіта» (Баку)              |
| 2012—2014 | «Омичка» (Омськ)             |
| 2014—2017 | «Волеро» (Цюрих)             |
| 2017—2018 | «Динамо» (Казань)            |
| 2018—2019 | «Алтай» (Усть-Каменогорськ)  |
| 2019—2020 | «Ляонін»                     |
| 2020      | «Джакарта Пертаміна Енерджі» |
| 2020—2021 | «Волеро» (Ле-Канне)          |